# Meltdown (canción)
«Meltdown» es el cuarto sencillo grabado por la banda estadounidense de metal alternativo Love and Death. La canción (junto con "The Abandoning") fue remezclada por Jasen Rauch para ser incluida en la reedición de Between Here & Lost publicada el 24 de septiembre de 2013. Esta es una edición "deluxe", que contiene una nueva canción titulada "Empty". La canción alcanzó el número 14 en la lista estadounidense de rock cristiano, respaldado con un video musical de la canción estrenado el 13 de agosto de 2013.

## Video musical
El video fue dirigido por Behn Fannin, con escenas detrás de cámaras para el video musical publicada el 3 de agosto de 2013.
El video comienza con los cuatro miembros de la banda poniéndose uniformes con gorras de castor, inflando un globo y arrancando una cinta. Los cuatro entran bailando un vals, seguidos por Brian Welch, quien hace girar el cartel de "Come in WE'RE OPEN" (Pasen, estamos abiertos). Un grupo de niños irrumpe por las puertas dobles, y uno de ellos parece pisarle el pie a Welch.
Los niños entonces comienzan lanzando fichas y juguetes a los miembros de la banda. Dan Johnson recibe un golpe en la cabeza con una pelota de goma grande, lo que le hace perder el control de la bandeja y derramar varias bebidas sobre el pecho. Después de que Welch y JR Bareis terminan de servir pizza, Welch es golpeado en el abdomen con un bate mientras intentaba colgar una piñata. La piñata posteriormente cae en el suelo con Welch observa con asombro a los niños como se comen los dulces. Bareis se prepara entonces para tomar una foto de un niño golpeando sin parar a un hombre disfrazado de Buck E. Beaver. Mientras Welch empieza a quitarse la gorra de castor, el gerente le ordena que se la vuelva a poner.
Buck E. Beaver es empujado al suelo y atormentado por los niños mientras camina por la habitación. A continuación, un niño extiende la pierna para hacer tropezar a Johnson, que cae de bruces en el pastel que llevaba. Mientras los niños se ríen, Johnson se enoja con el niño que lo hace tropezar, pero el gerente lo mira fijamente y lo señala. El director llama a Johnson a regañarlo, lo que lo frustra.
Dos niños le arrojan ketchup y mostaza a Bareis mientras otros dos niños le disparan con pistolas de agua, ketchup y mostaza sobre Welch. Luego, la banda interpreta su canción (con Johnson en una batería infantil); la canción se vuelve demasiado para que el gerente y los niños la manejen, pero los niños aplauden la actuación al final de todos modos.

## Posicionamiento
| Listas (2013)                   | Posición |
| ------------------------------- | -------- |
| Estados Unidos (Christian Rock) | 14       |

## Personal
- Brian "Head" Welch – Guitarra, Vocalista principal
- Michael Valentine – bajo, coros
- JR Bareis – Guitarra líder, coros
- Dan Johnson – batería